# William Rimkratt-Milkowski
William Rimkratt-Milkowski født 19. Juli 1995, er en dansk cykelrytter fra Nivå og kørende DBC tidligere for Nakskov Cykle Club, som fem gange, 2013 samt 2015-2018, har vundet det danske mesterskab i sprint och som har den danske rekord på flyvende 200 meter med 10,105 sat i Moskva i maj 2018. Dette var en forbedring af Niels Fredborgs 45 år gamle rekord på 10,35 fra cykelbanen i Mexico City. Rimkratt-Milkowski blev også Danmarksmester i keirin og holdsprint 2018.